# Пэкстон, Стив
Стив Пэкстон (21 января 1939, Финикс, Аризона, США — 19 февраля 2024, Вермонт, США) — американский танцовщик, хореограф, исследователь танца. Создатель контактной импровизации.

## Биография
Родился в Финиксе, штат Аризона, США. Занимался гимнастикой и айкидо. Изучал классический танец и современный танец. На него оказали сильное влияние идеи Мерса Кенненгхема и Джона Кейджа. Работал танцовщиком в компаниях Хосе Лимона, Мерса Каннингема, Триши Браун. Один в числе основателей «Театра танца Джадсон» (англ., 1962) и «Гранд Юнион» (англ., 1971). В январе 1972 года Пэкстон со своими 11 коллегами представил концептуальную работу Magnesium, которая положило начало контактной импровизации. Следующая исследовательская работа Пэкстона не имеет прямого отношения к импровизации и носит название «Материал для позвоночника».
Он также был известен тем, что устранял любое внешнее влияние, которое мешало восприятию произведения таким, какое оно есть.
Пэкстон издавал журнал Contact Quarterly, где печатаются материалы и исследования в области танца, импровизации и перформанса.
Скончался 19 февраля 2024 года

## Контактная импровизация
Стив называл себя «подстрекателем контактной импровизации». В начале 70-х годов он начал ставить перед своими студентами вопросы, связанные с поиском новой танцевальной формы движения. Особенностью этих вопросов было то, что ответы на них могли найтись только в совместной, партнерской работе группы танцоров. Так были открыты, не существовавшие до тех пор в танцевальной импровизации, идеи и феномены, новая манера двигаться.

Оглядываясь назад, можно сказать, что смысл его класса был в том, что можно ЖИТЬ, опираясь на опыт своего тела и что жизнь в своем теле не обязательно относится только к танцклассу, но является способом проводить время, любое время, и, возможно, все время— Даниел Лепкофф

Контактная импровизация (Contact Improvisation) — тоже разговор, но здесь есть определенные принципы диалога. И ты используешь их в танце. Это как дискуссия на определенную тему, когда мы задаем вопросы и получаем ответы в процессе разговора. Ты не знаешь, какое следующее движение сделаешь, оно рождается благодаря импульсам, которые возникают в вашем дуэте — диалоге. Ты не придумываешь движения, они рождаются в твоем теле. Один из основных вопросов, с которым имеет дело Контактная Импровизация: «Что случается, если я фокусирую внимание на ощущении гравитации, земле и своем партнере?»— Стив Пэкстон
В 1975 году Стив Пэкстон, Курт Сиддал, Нэнси Старк Смит, Нита Литтл образуют  Re-Union, первую формальную группу контактной импровизации.

## Материал для позвоночника
Система направлена на подробное рассмотрение ощущений и устройства деталей опорно-двигательного аппарата. Она дает широкие возможности вести персональную углубленную работу с движением и формой. Начало этого направления было положено на воркшопе «Исследование движений», Нью-Йорк 1986 года. Его волновал вопрос, каким образом позвоночник и скелет организуются в движении?
Одной из базовых концепций исследования является осознание взаимосвязей — цепочка взаимодействий мускулатуры от области таза до пальцев рук — мягкая энергетическая система рычагов — которая, возможно, и есть путь, по которому течёт энергия, называемая в восточной терминологии и айкидо — ци (chi или ki). И это одна из базовых концепций, общая для боевых искусств и танца.

 В нашем теле несколько центров: физический центр, энергетический центр, центр нашей нервной системы, центр нашего внимания. И я думаю, что играю с одной из важнейших для меня идей: где в теле находится мое внимание, в каком центре мой фокус. Что с ним происходит? Что я делаю с ним? Как он влияет на мои движения? Подумайте, в вашем теле уже столько всего: вес, масса, энергия, механизмы для прыжков, скручивания, падения и качения и т. д. Вам всего лишь нужно начать простым шагом идти — и всё это заработает. Любой танец начинается с шага.— Стив Пэкстон

## Избранные работы
- 1961 год — Proxy
- 1962 год — Jag Ville Gorma Telefonere
- 1964 год — Flat
- 1967 год — Satisfyin' Lover
- 1970 год — Intravenous Lecture
- 1970 год — Magnesium